# Salanoemia
Salanoemia is een geslacht van vlinders van de familie dikkopjes (Hesperiidae), uit de onderfamilie Hesperiinae.

## Soorten
- S. fuscicornis (Elwes & Edwards, 1897)
- S. noemi (De Nicéville, 1885)
- S. sala (Hewitson, 1866)
- S. similis (Elwes & Edwards, 1897)
- S. tavoyana (Evans, 1926)